# Kolej krzesełkowa na Hali Gąsienicowej
Kolej krzesełkowa na Hali Gąsienicowej – kolej krzesełkowa z krzesełkami 4-osobowymi, z Doliny Gąsienicowej na Kasprowy Wierch w Tatrach. Jej dolna stacja znajduje się na Roztoce Stawiańskiej. W całości przebiega przez teren Tatrzańskiego Parku Narodowego. Stwarza możliwość korzystania ze znakowanej nartostrady z Kasprowego Wierchu przez Dolinę Gąsienicową aż do Kuźnic (tzw. Trasa Gąsienicowa). Producentem kolei w ramach modernizacji był Doppelmayr/Garaventa-Gruppe. Operatorem kolei są Polskie Koleje Linowe S.A.

## Historia
Pierwszy wyciąg w tym miejscu powstał w 1938. Był to ciężki wyciąg saniowy, elektryczny, dla 16 osób – pierwszy w Polsce wyciąg narciarski. Po II wojnie światowej funkcjonował w latach 1946–1953, a następnie został zdemontowany (w 1947 Liga Popierania Turystyki, która była jego właścicielem, została przejęta na własność państwa orzeczeniem Ministra Komunikacji). Dopiero w 1962 wykonano w tym miejscu nową kolej krzesełkową, 1-osobową. Miała długość 1190 m, przewyższenie 345 m i przepustowość 395 osób na godzinę. W 2000 wykonano nową kolej krzesełkową, 4-osobową – uruchomienie nastąpiło 18 grudnia. W 2022 roku po raz pierwszy zaczęła działać w sezonie letnim, przedtem działała tylko w sezonie zimowym.

## Dane techniczne
| Kolej krzesełkowa                     | na Hali Gąsienicowej |
| ------------------------------------- | -------------------- |
| Długość trasy [m]                     | 1155,98              |
| Poziom stacji dolnej [m n.p.m.]       | 1601,4               |
| Poziom stacji górnej [m n.p.m.]       | 1953,0               |
| Różnica poziomów [m]                  | 351,6                |
| Podpory trasowe                       | 13                   |
| Typ krzesełek                         | 4-osobowe            |
| Liczba krzesełek                      | 162                  |
| Zdolność przewozowa [osób na godzinę] | 2397                 |